# لفظ متروك
اللفظ المتروك هو اللفظ الذي ترك استعماله، لم يستعمل منذ ما يناهز مئة سنة. لفظ المتروك أشد من لفظي الأثري والمتقادم.

## حواش
1. ↑  en: obsolete (word) | fr: (mot) désuet
2. ↑  obsolete, defined - Dictionary.com نسخة محفوظة 07 مارس 2016 على موقع واي باك مشين.